# Močvirski svišč
Močvirski svišč (znanstveno ime Gentiana pneumonanthe)  je trajnica iz družine sviščevk.

## Opis
Za razliko od večine sviščev pri močvirskem pritlični, črtalastosuličasti, enožilni listi niso zbrani v izraziti rozeti, temveč so nasprotno razvrščeni po steblu, ki v višino zraste med 15 in 50 cm. Temno modri, petštevni cvetovi so zgoščeni na vrhu stebla.
Uspeva na vlažnih travnikih in barjih Evrope in Azije, kjer cveti od julija do septembra. V Sloveniji je zavarovan in ga je prepovedano nabirati.